# Vila i frid
Vila i frid (originaltitel: Descansar en paz) är en argentinsk thriller- och dramafilm. Filmen är regisserad av Sebastián Borensztein, efter ett manus skrivet av Borensztein, Martin Baintrub och Marcos Osorio Vidal. Filmen hade premiär på strömningstjänsten Netflix den 27 mars 2024.

## Handling
Filmen kretsar kring Sergio som har ekonomiska svårigheter och lider av dålig hälsa. Han får möjlighet att rädda sin familj men priset är högt.

## Rollista (i urval)
- Joaquín Furriel – Sergio Duyán
- Griselda Siciliani – Estela
- Gabriel Goity – Hugo Brenner
- Lali González – Ilu
- Luciano Borges – Raúl